# Arctia confluentissima
Arctia confluentissima là một loài bướm đêm thuộc phân họ Arctiinae, họ Erebidae.